# Appelschurftzwam

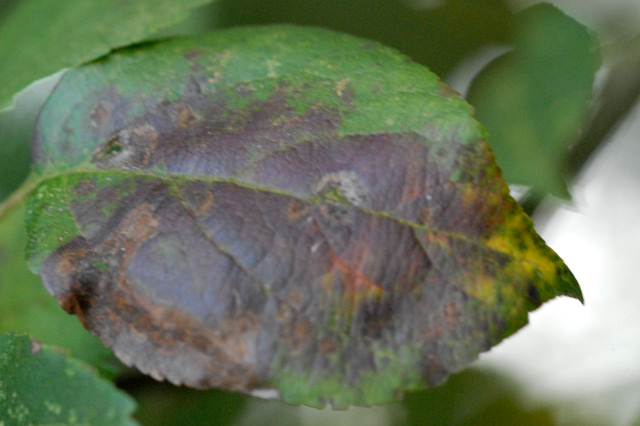
Aangetast blad

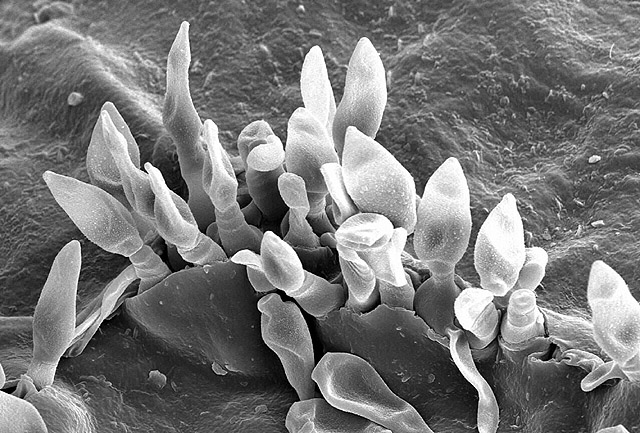
Conidiën op aangetast blad. (SEM-opname)

Appelschurftzwam (Venturia inaequalis), de teleomorfe (geslachtelijke fase) naam, op appel is een van de belangrijkste veroorzakers van plantenziekten bij appel. Spilocaea pomi is de anamorfe (ongeslachtelijke fase) naam.
Op de aangetaste bladeren ontstaan mat-olijfgroene vlekken, die later bruin of zwart worden en kunnen samenvloeien, waardoor grotere necrosen ontstaan en vroegtijdige bladval optreedt. Op de aangetaste vruchten komen meestal donker gekleurde vlekken voor met meestal stervormige scheurtjes. Ook jonge takken kunnen aangetast worden, de zogenaamde takschurft. Bij takschurft worden het gehele jaar op de aangetaste plaatsen conidiën gevormd. De bast wordt door de aantasting ruw, waardoor andere ziekten een kans krijgen.
De primaire infectie ontstaat in het voorjaar vanuit de aangetaste afgevallen bladeren vanaf het uitlopen van de knoppen. Op deze aangetaste bladeren heeft de schimmel aan die zijde van het blad dat boven ligt pseudotheciën gevormd. Hiervoor zijn twee verschillende paringstypen nodig. Bij compatibiliteit vormen zich op de schimmeldraden gametangiën, de bouwcellen voor de gameten, waarin zich talrijke celkernen verzamelen. Uit een zeer fijne schimmeldraad, de trichogyne, die uit een van de gametangiën, nu ascogonium genoemd, ontstaat, vormt zich een verbinding waardoor de celkernen uit het andere gametangium, nu antheridium genoemd, zich naar het ascogonium kunnen bewegen. Vervolgens wordt een pseudothecium gevormd. In de loop van het voorjaar tot begin juli worden in de pseudotheciën dubbelwandige (bitunicate) asci met ascosporen gevormd. De dunne, broze buitenwand splijt open zodra de ascosporen rijp zijn. De 5 - 7 µm brede en 11 - 15 µm lange ascosporen zijn bruin en tweecellig, waarbij de ene cel groter is dan de andere cel vandaar de wetenschappelijke naam inaequalis. Rondom de opening van het pseudothecium zitten donkere haren met pseudoparafysen. Onder voor de schimmel gunstige weersomstandigheden, zoals een hoge luchtvochtigheid, zwelt de dikke, elastische binnenwand door wateropname op. Door de wateropname zwelt de ascus zover op dat het boven de rest van het pseudothecium uitsteekt en worden de tweecellige ascosporen met de wind meegenomen naar de waardplant. Onder gunstige omstandigheden, een voldoende lange bladnatperiode en voldoend hoge temperatuur (zie onderstaande tabel), kiemen de ascosporen en treedt infectie op, doordat de kiembuis een appressorium vormt. Na een tot drie weken ontstaan de eerste ziektesymptomen.
Relatie tussen bladnatperiode en temperatuur.
 Voorbeeld: bij 1 °C treedt er alleen infectie op als het blad 37 uur nat is, enzovoort.
| Temperatuur (°C) | Uren |
| ---------------- | ---- |
| 1                | 37   |
| 2                | 32,5 |
| 3                | 32   |
| 4                | 29   |
| 5                | 21   |
| 6                | 18   |
| 7                | 15   |
| 8                | 13   |
| 9                | 12   |

| Temperatuur (°C) | Uren |
| ---------------- | ---- |
| 10               | 11   |
| 11               | 9    |
| 12               | 8    |
| 13               | 8    |
| 14               | 7    |
| 15               | 7    |
| 16 - 24          | 6    |
| 25               | 8    |
| 26               | 11   |

De verdere uitbreiding van de aantasting in de zomer vindt plaats in de ongeslachtelijke fase door bruingekleurde, eencellige, 6 - 12 µm brede en 12 - 22 µm lange conidiën, die in de vlekken en necrosen gevormd worden. Ze worden door de regen verspreid middels spatverspreiding. Het conidium dringt het blad binnen door penetratie van de cuticula (subcutilaire infectie). De schimmeldraden groeien in 1-3 cellagen. Later barst de cuticula open en komt het mycelium als een soort stroma boven op het blad te liggen. Aan het eind van het groeiseizoen stopt de vorming van conidiën en groeien de schimmeldraden door het hele blad heen. De vruchten kunnen al vroeg in een zeer jong stadium geïnfecteerd worden, maar ook veel later tijdens de bewaring en heet dan bewaarschurft.

## Bestrijding
Schurft is alleen preventief te bestrijden met chemische bestrijdingsmiddelen, waarbij in de periode april-oktober elke week een keer gespoten moet worden.
Tegenwoordig zijn er ook rassen, die minder vatbaar zijn voor aantasting door schurft. De resistentie berust bij de meeste schurftresistente rassen, zoals Santana en Topaz, op het Vf-gen van Malus floribunda 821. Deze resistentie is echter doorbroken in onbespoten boomgaarden, daarom wordt aangeraden bij resistente rassen toch rond de bloei enkele keren tegen schurft te spuiten met een gewasbeschermingsmiddel.